# Julio Solórzano Foppa
Julio Solórzano Foppa, nació en la ciudad de México en 1945, hijo de la poeta, académica y feminista Alaíde Foppa y del ex presidente de Guatemala Juan José Arévalo y fue adoptado por Alfonso Solórzano quien se casó con su madre. De joven fue asistente del muralista mexicano David Alfaro Siqueiros. Posee una maestría en Historia, fue compositor y cantante formando parte de movimiento de la Nueva Canción Latinoamérica en México donde también fue productor de conciertos y festivales de artistas como: Silvio Rodríguez, Pablo Milanés, Mercedes Sosa, Luis Eduardo Aute, Tania Libertad, Alfredo Zitarrosa, Daniel Viglietti, Amparo Ochoa, Carlos Mejía Godoy y muchos más. Ha sido productor de espectáculos, televisión y cine, incluidas Cabeza de Vaca de Nicolás Echevarría y Cronos, la ópera prima de Guillermo del Toro; fue Director del Auditorio Nacional de la Ciudad de México y productor de las giras en los Estados Unidos del Ballet Folklórico de México de Amalia Hernández. 
Actualmente reside en Guatemala y es Director del Memorial para la Concordia, en programas de recuperación de la memoria histórica sobre lo ocurrido en Guatemala durante el Conflicto Armado Interno (1960-1996) teniendo a su cargo los proyectos: Memoria Virtual Guatemala, el Mapeo de la Memoria, la Orquesta Sinfónica Juvenil Femenina y Coro Alaíde Foppa, la Red Centroamericana de Memoria. 
Continúa en la búsqueda de Justicia en los casos de su madre Alaíde Foppa, secuestrada y desaparecida en Guatemala en 1980 y de sus hermanos Mario y Juan Pablo Solórzano Foppa, también víctimas del Conflicto Armado en Guatemala.  Participa en numerosos espacios con organizaciones defensoras de Derechos Humanos, de búsqueda de Justicia, de recuperación de la Memoria Histórica y de dignificación de las víctimas en Guatemala y en otros países de América Latina.

## Desempeño
2009: Director del festival “Fiestas de Octubre”, en Guatemala.
2004 – 2007: Creador y Director del Festival Navideño de la Ciudad de México.
1992 – 2008: Dirige El Alacrán, Producciones Internacionales. Establecida en México para
producir Festivales, Espectáculos, Giras Artísticas y Eventos Internacionales.
1988 – 2006: Establece en Los Ángeles California Latino Quality Productions, para producir
las giras del Ballet Folklórico de México de Amalia Hernández (BFM) en los
Estados Unidos.
1988 – 2004: Produjo las giras en los Estados Unidos del BFM, y presentó esta compañía en
los teatros más prestigiados de 90 ciudades en los Estados Unidos. Fue
también productor del BFM para giras en Europa y América Latina.
1987 – 1989: Director del Auditorio Nacional de la Ciudad de México, el teatro más grande
del país.
1980 - 2000: Ha producido más de 3,000 conciertos en México con artistas de México y
otros países de América Latina, Europa y Estados Unidos. Organizó numerosos
festivales, entre ellos: Festival de la Cultura del Caribe, Festival de la Raza en
la frontera México-Estados Unidos, Festival Internacional por los Derechos
Humanos.

## Cine, televisión y discos
1989 - 2008 Para producir, distribuir y promover las películas “Cabeza de Vaca” y “Cronos”
participa en la creación de Producciones Iguana en México y de Ventana Films
en Los Ángeles, California.
1974 - 2006 Funda Nueva Cultura Latinoamericana-Discos NCL: compañía de grabación
que fue creada para producir discos, conciertos, festivales y giras en México,
con artistas de América Latina y España.
1974 – 2006 Productor y director artístico de discos, escritor y director de 140 programas
musicales para televisión.
1992 – 1994 Director de Producción y Programación de los canales 7 y 13 de Imevisión,
que fuera la red nacional de televisión en México y que posteriormente se
convertiría en Televisión Azteca.
1990 – 1994 Uno de los productores de las películas “Cabeza de Vaca” dirigida por Nicolás
Echeverría y “Cronos” dirigida por Guillermo del Toro. Estas películas se
realizaron en colaboración con IMCINE (México), American Playhouse (USA),
Channel Four (Inglaterra) y TVE (España).

## Trabajo social y comunitario
2004 – 2009: Imparte conferencias, Talleres y seminarios en los temas “Producción en las
Artes Escénicas” y “El Arte y la Cultura como factores de Desarrollo”.
2007 – 2009: Co-Director de TRAMA, proyecto que promueve el arte y la cultura como
factores para el desarrollo en México y América Latina.
2000 – 2009: Dirige en México la Fundación Cultural Artescénica, A.C., para la producción y
promoción de las Artes Escénicas.
1994 – 2002: Funda en México Quetzal S.C., para trabajar en proyectos especiales con
Rigoberta Menchú Tum, Premio Nobel de la Paz 1992.
1992 – 1995: Forma la Orquesta Sinfónica Juvenil de Tepoztlán con 400 niños y jóvenes de
este poblado del Estado de Morelos, al sur de la Ciudad de México.
1982 – 2005: Organiza conciertos y festivales en solidaridad con diferentes causas sociales.

## Proyectos en Estados Unidos y Guatemala
2009: Funda en Guatemala la ONG ACUDE (Arte y Cultura para el Desarrollo), para
realizar “Fiestas de Octubre” en Guatemala y con el propósito de implementar
otros proyectos de Arte, Cultura y Economía de la Cultura en Guatemala y
Centro América.
2007 – 2009: Co-Fundador de Out of the Box Foundation for the Arts, Inc., en New York,
USA.
2003 – 2007: Co-Fundador y Co-Director del programa ArtesAméricas de la Universidad de
Texas en Austin que presenta grupos de música, danza y teatro de América
Latina en 50 universidades y centros culturales de los Estados Unidos.
2006: Museo Smithsonian, Washington D.C., USA, participa en la organización de la
exposición “Tesoros del Arte Mexicano” con la colección del Museo Soumaya
de la Ciudad de México.
2001 – 2005: Primer miembro latinoamericano del Board of Directors de ISPA (International
Society for the Performing Arts) que agrupa a los constructores y directores de
teatros y centros culturales más importantes del mundo, así como a los
principales productores y representantes artísticos, arquitectos teatrales,
diseñadores acústicos, etc.
2004: Organiza en México el Primer Congreso de ISPA en América Latina.
1988 – 2004: Productor Ejecutivo de la Fundación Educativa para los Niños, que desarrolló
un proyecto educativo en Estados Unidos, con funciones gratuitas del Ballet
Folklórico de México para más de 450,000 niños y maestros, en 40 ciudades de
Estados Unidos.